# Língua uspanteca
O Uspanteco (Uspanteko, Uspantec) é um língua Maia falada por cerca de 5 mil pessias na Guatemala, intimamente relacionado com  Kʼicheʼ. É falado em Uspantán e Playa Grande  municipios, no Departmento de El Quiché..
O mais famoso dos seus falantes nativos é a ganhadora do Prémio Nobel da Paz, Rigoberta Menchú.

## Fonologia
É uma das três línguas maias com características tonais (as outras são o iucateco e o tsotsil), isto é, diferencia as vogais com tom alto das vogais com tom baixo.

### Tons
Uspantek tem dois tons fonêmicos: alto e decrescente (Can Pixabaj 2007: 39). Na escrita, o tom alto é representado por uma marca de acento agudo na vogal ( ráqan  'meu pé'), e o tom descendente é representado por uma marca de acento agudo na primeira vogal seguida por uma vogal não marcada (' 'júun'  um ').
O tom agudo ocorre nas penúltimas sílabas quando a sílaba final contém uma vogal curta. Além disso, ocorre os seguintes contextos (Can Pixabaj 2007).
- Formas mais possessivas de substantivos inalienáveis
- Morfemas bissilábicos únicos, especialmente aqueles com / a / ou / i / curto na sílaba final
- Verbos intransitivos com o sufixo -  ik
- Maioria das palavras têm três sílabas
- Empréstimos de outras línguas

Os seguintes tipos de palavras não têm tom.
- Palavras com estrutura CV 'C não adicionam tom às penúltimas sílabas quando afixos são adicionados.
- Palavras monossilábicas com vogais longas e sem tom não adicionam tom às penúltimas sílabas quando os afixos são adicionados.

O tom descendente ocorre em vogais longas e nos seguintes contextos (Can Pixabaj 2007).
- Palavras monossilábicas
- Sílaba final de uma palavra polissilábica

### Fonotática
Os principais tipos de estruturas silábicas em Uspantek são CVC, CV e CCVC (Can Pixabaj 2007: 50).

## Escrita
A forma do alfabeto latino usada pela língua não tem as letras D, F, G, Q, V, Z. As letras C e H são usados somente em Ch e Ch’. Usam-se as formas K’, P’, T’, Tz e Tz’. 

## Amostra de texto
João 1:1-4
1.	Cuando xcholmajch jwich kˈijsak, wiˈchak jun ri jbˈij Yoloj y ri jbˈij Yoloj jiˈ wiˈ riqˈui Kakaj Dios y Diosiˈn.
2.	Y ri jbˈij Yoloj wiˈchak riqˈui Kakaj Dios cuando xcholmajch jwich kˈijsak.
3.	Jwiˈl re xansaj juntir ri wiˈtak wich ulew y lecj jwiˈl Kakaj Dios y taˈ ni jono kelen ri xansaj jwiˈl Kakaj Dios miti jwiˈl re.
4.	Y jwiˈlke re titaˈmaj tzilaj cˈaslemal riqˈui Kakaj Dios lecj ri taˈ jqˈuisic y tzilaj cˈaslemal li riˈ chapcaˈ jun kˈakˈ ri tisakabˈsan re ranmak juntir cristian wich ulew.
'Português
1.	1. No princípio era o Verbo, e o Verbo estava com Deus, e o Verbo era Deus.
2.	2. O mesmo foi no princípio com Deus.
3.	3. Todas as coisas foram feitas por ele; e sem ele nada do que foi feito se fez.
4.	4. Nele estava a vida; e a vida era a luz dos homens. 

## Bibligrafia
- Can Pixabaj, Telma Angelina, et al. 2007. Gramática uspanteka [Jkemiik yoloj li uspanteko]. Guatemala: Cholsamaj.
- Tuyuc Sucuc, Cecilio. 2001. Vocabulario uspanteko [Cholyool Tzʼunun Kaabʼ]. Guatemala: Academia de Lenguas Mayas de Guatemala, Comunidad Lingüística Uspanteka.
- Vicente Méndez, Miguel Angel. 2007. Diccionario bilingüe uspanteko-español [Cholaj tzijbʼal li Uspanteko]. Guatemala: Cholsamaj.